# Bibiana Perez
Bibiana Perez, née le 31 octobre 1970 à Vipiteno, est une ancienne skieuse alpine italienne.

## Coupe du monde
- Meilleur résultat au classement général : 8e en 1994
  - 1 victoire : 1 combiné

## Saison par saison
- Coupe du monde 1992 :
  - Classement général : 68e
- Coupe du monde 1993 :
  - Classement général : 22e
    - 1 victoire en combiné : Hafjell
- Coupe du monde 1994 :
  - Classement général : 8e
- Coupe du monde 1995 :
  - Classement général : 31e
- Coupe du monde 1996 :
  - Classement général : 38e
- Coupe du monde 1997 :
  - Classement général : 36e
- Coupe du monde 1998 :
  - Classement général : 22e
- Coupe du monde 1999 :
  - Classement général : 37e
- Coupe du monde 2000 :
  - Classement général : 36e
- Coupe du monde 2001 :
  - Classement général : 62e

## Arlberg-Kandahar
- Meilleur résultat : 3e place dans le combiné 1993-94 à Sankt Anton